# Giant Bomb
Giant Bomb（巨型炸彈，巨人炸彈）是一个美国电子游戏網站和wiki，包括由GameSpot前编辑傑夫·葛斯特曼和Ryan Davis创作的个性化游戏视频、新闻和评论。网站被時代雜誌评选为2011年度50强网站之一。网站原本属于Whiskey Media后来于2012年3月被CBS互動收购。